# 白纸坊桥
39°52′34″N 116°20′35″E / 39.876183°N 116.343043°E
白纸坊桥位于北京市西城区，是广安门南滨河路（南北向）和鸭子桥路－白纸坊西街（东西向）交汇处的一座立交桥。该桥是一座分离式立交桥，桥梁长180米，总面积0.52万平方米。于1991年建成。